# 福隆便當

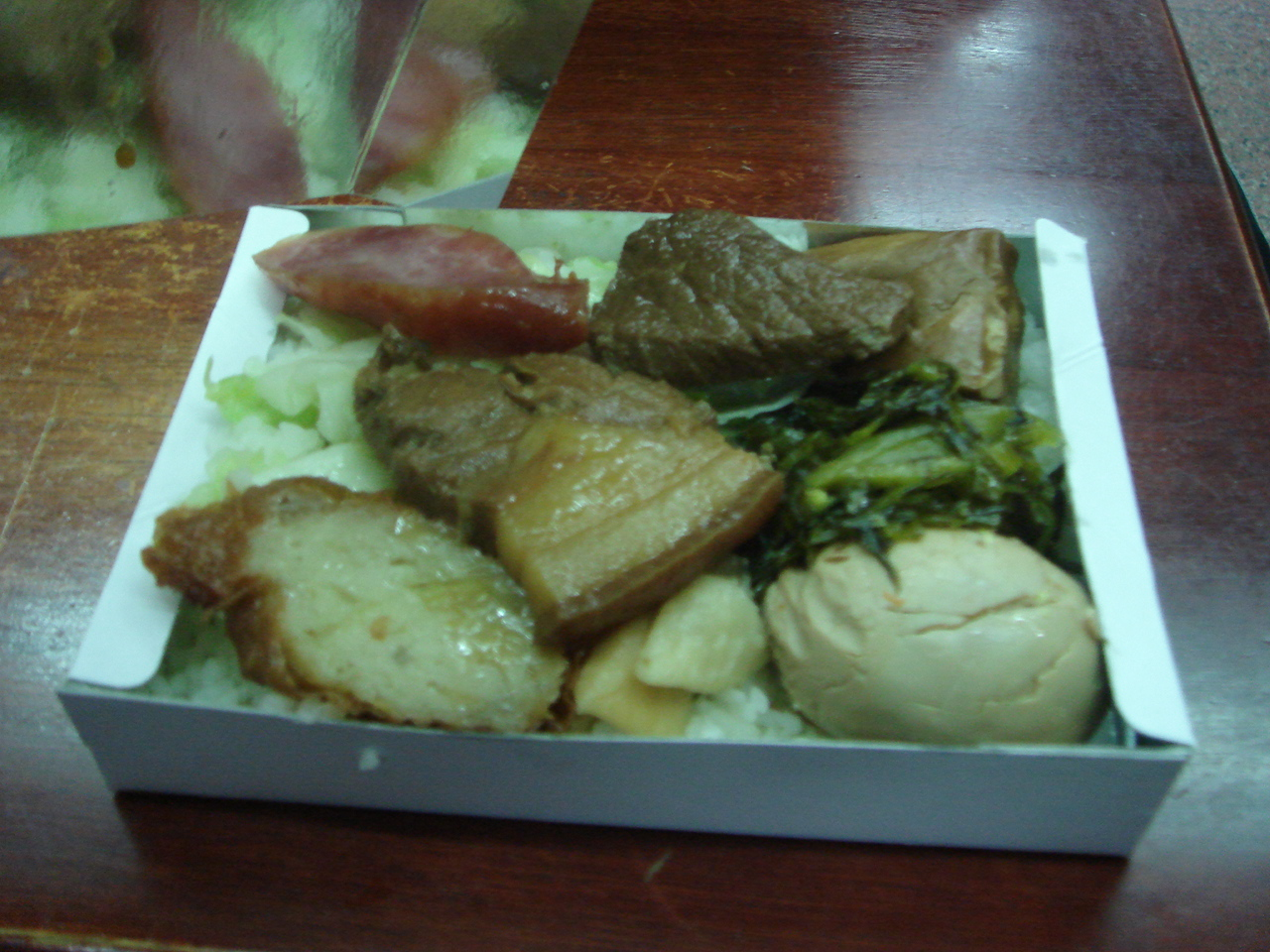
福隆便當，攝影於2007年

福隆便當，又稱福隆鐵路便當或福隆月台便當，是一款曾經在臺灣鐵路宜蘭線福隆車站月台販賣的鐵路便當。

## 歷史
在臺灣跨越縣市區域的交通仍以鐵路運輸為主的時代，台灣鐵路管理局除了販賣自產便當（如臺鐵便當）外，也開放業者在車站月台上販賣便當，根據當地資深業者回憶，福隆車站在1950年代晚期開始出現月台便當。
在各地公路運輸逐漸發達之後，搭乘鐵路列車的旅客人次開始下滑，因此，鐵路便當的銷售市場也開始萎縮。
經過了一段時間之後，唯有少數具特色的鐵路便當留存，而福隆便當正是其中之一。
2016年底，當地業者因為考慮到無法承受台灣鐵路管理局開出的招標條件（例如業者每年繳給台鐵的權利金額太高），所以停止在車站月台販賣便當。但是在車站外面仍有數家販賣福隆便當的業者。

## 食材內容
滷豬肉片（一片肥肉，一片瘦肉）、香腸片、雞捲片、滷蛋、滷豆乾、蘿蔔乾、炒酸菜、炒高麗菜。

## 定價
- 1950年代：新臺幣四元半。[7]）
- 2000年代：新臺幣五十元。
- 2010年代：新臺幣六十元。[1][8]
- 2020年代：新臺幣七十五元到八十元之間。

## 事件
- 2017年，新北市政府衛生局稽查科接獲檢舉，派出人員進行專案稽查，查獲福隆便當某間具有代表性的業者，廚房環境衛生不合格，而且要求限期改善後，仍無法通過複查，被罰鍰新臺幣6萬元的處分[9]，同年底，行政院消費者保護處公布該案件處理結果。[10]

## 台鐵月台便當文化
- 新北市貢寮區：福隆便當
- 台東縣池上鄉：池上便當